# Kloster Heiligkreuz (Saalburg)
Das Zisterzienserinnenkloster Heilig Kreuz im Ortsteil Kloster von Saalburg-Ebersdorf, Thüringen, wurde um 1310 gegründet und existierte bis 1544.

## Geschichte
Das Zisterzienserinnenkloster war eine Stiftung des Hauses Reuß. Die Konventualinnen entstammten der Gründerfamilie und dem regionalen Adel. Heiligkreuz besaß 40 abgabepflichtige Höfe. Bei der ersten lutherischen Visitation am 8. September 1533 umfasste der Konvent außer der Äbtissin noch elf Nonnen. Bis 1544 waren die Klostergebäude und die zugehörigen Güter zugunsten des Fiskus verkauft. 
Von den Gebäuden sind noch geringe Reste des aufragenden Mauerwerks vorhanden.